# Indywidualne Mistrzostwa Francji na Żużlu 2010
Indywidualne Mistrzostwa Francji na Żużlu 2010 – cykl dwóch turniejów żużlowych przeprowadzonych na torach w Lamothe-Landerron i Mâcon, które wyłoniły najlepszych żużlowców Francji w roku 2010. Zwycięzcą pierwszego turnieju został Mathieu Tresarrieu, a drugiego David Bellego, który zdobył tytuł mistrza kraju.
Pierwsza runda mistrzostw została rozegrana 5 czerwca 2011 roku na torze w Lamothe-Landerron. W zawodach wzięło udział 12 zawodników. Zwycięstwo odniósł Mathieu Tresarrieu (14 punktów), który wyprzedził swojego brata, Stéphane'a (13 punktów). Trzecią pozycję ex aequo zajął David Bellego (11 punktów).
Druga runda odbyła się 12 września 2011 roku na torze w Mâcon. Podobnie jak w pierwszej, wzięło w niej udział 12 żużlowców. Zwycięstwo odniósł David Bellego (8 punktów), który dzięki temu zwycięstwu i nieobecności braci Tresarrieu zdobył tytuł indywidualnego mistrza kraju. Drugą pozycję zajął Christophe Dubernard, a trzeci był Benoit Lorenzon.
Ostateczna klasyfikacja zawodów nie była ustalana na podstawie sumy punktów zdobytych w zawodach, a liczby punktów zdobytych za zajęte miejsca w poszczególnych zawodach (1. miejsce – 40 pkt., 2. miejsce – 38 pkt., 3. miejsce – 36 pkt., 4. miejsce – 35 pkt., 5. miejsce – 34 pkt. itd.).

## Klasyfikacja generalna
| Miejsce | Zawodnik             | Runda 1 | Runda 2 | Łącznie |
| ------- | -------------------- | ------- | ------- | ------- |
| 1.      | David Bellego        | 36      | 40      | 76      |
| 2.      | Christophe Dubernard | 34      | 38      | 72      |
| 3.      | Théo di Palma        | 35      | 34      | 69      |
| 4.      | Philippe Ostyn       | 33      | 35      | 68      |
| 5.      | Jérome Lespinasse    | 32      | 32      | 64      |
| 6.      | Benoit Lorenzon      | 28      | 36      | 64      |
| 7.      | Xavier Muratet       | 29      | 33      | 62      |
| 8.      | Mathieu Tresarrieu   | 40      | –       | 40      |
| 9.      | Stéphane Tresarrieu  | 38      | –       | 38      |
| 10.     | Maxime Mazeau        | 31      | –       | 31      |
| 11.     | Kévin Salanova       | –       | 31      | 31      |
| 12.     | Boris Pizzinatto     | 30      | –       | 30      |
| 13.     | Mathieu Albertini    | –       | 30      | 30      |
| 14.     | Gabriel Dubernard    | –       | 29      | 29      |
| 15.     | Jérémy Labouery      | –       | 28      | 28      |
| 16.     | Guillaume Comblon    | 27      | –       | 27      |
| 17.     | Sebastien Brousillou | –       | 27      | 27      |